# Берчвуд-Лейкс (Пенсільванія)
Берчвуд-Лейкс (англ. Birchwood Lakes) — переписна місцевість (CDP) в США, в окрузі Пайк штату Пенсільванія. Населення — 1460 осіб (2020).

## Географія
Берчвуд-Лейкс розташований за координатами 41°15′3″ пн. ш. 74°54′39″ зх. д. / 41.25083° пн. ш. 74.91083° зх. д. (41.250911, -74.910728).  За даними Бюро перепису населення США в 2010 році переписна місцевість мала площу 3,75 км², з яких 3,23 км² — суходіл та 0,52 км² — водойми.

## Демографія
Згідно з переписом 2010 року, у переписній місцевості мешкало 1386 осіб у 529 домогосподарствах у складі 386 родин. Густота населення становила 369 осіб/км².  Було 826 помешкань (220/км²).
Расовий склад населення:
| - 96,3 % — білих - 1,5 % — чорних або афроамериканців - 0,4 % — азіатів |

До двох чи більше рас належало 1,3 %. Частка іспаномовних становила 6,0 % від усіх жителів.
За віковим діапазоном населення розподілялося таким чином: 23,7 % — особи молодші 18 років, 64,7 % — особи у віці 18—64 років, 11,6 % — особи у віці 65 років та старші. Медіана віку мешканця становила 39,4 року. На 100 осіб жіночої статі у переписній місцевості припадало 98,9 чоловіків;  на 100 жінок у віці від 18 років та старших — 92,5 чоловіків також старших 18 років.
Середній дохід на одне домашнє господарство  становив 47 935 доларів США (медіана — 49 722), а середній дохід на одну сім'ю — 48 985 доларів (медіана — 49 306). За межею бідності перебувало 29,7 % осіб, у тому числі 44,4 % дітей у віці до 18 років та 32,9 % осіб у віці 65 років та старших.
Цивільне працевлаштоване населення становило 661 особа. Основні галузі зайнятості: науковці, спеціалісти, менеджери — 21,9 %, роздрібна торгівля — 17,5 %, освіта, охорона здоров'я та соціальна допомога — 15,0 %.